# Cattedrale di Roseau
La cattedrale di Nostra Signora di Fair Haven (in inglese: Cathedral of Our Lady of Fair Haven) è la chiesa cattedrale della diocesi di Roseau, si trova a Roseau, la capitale di Dominica.

## Storia
La chiesa di Roseau inizialmente era una piccola capanna di legno con tetto di paglia fatta di canna localmente disponibile. Nel 1730 padre Guillaume Martel stabilì una chiesa permanente. Progettò e costruì una chiesa in legno massello con il pavimenti in pietra, per soddisfare le crescenti esigenze dei coloni venuti dalla Francia. Questa chiesa sopravvisse fino al 1816, quando fu distrutta da un uragano.
La chiesa attuale, costruita 24 anni più tardi in stile neogotico, si trova nello stesso sito e ha dimensioni notevolmente maggiori al precedente edificio, come conseguenza dell'abolizione della schiavitù, che permise agli ex schiavi di frequentare le funzioni religiose nello stesso edificio della popolazione di origine europea.
La cattedrale ha avuto successive aggiunte, tra cui un campanile, costruito nel 1855, quindi un soffitto in legno nel 1865, un grande pulpito in pietra, nello stesso periodo. Il pulpito in pietra è stato scolpito da prigionieri che detenuti nell'Isola del Diavolo, al largo delle coste della Guyana francese. Nel 1873 è stata eretta la cappella di San Giuseppe, insieme con una cripta per la sepoltura di vescovi e sacerdoti. Un uragano nel 1863 ha causato danni rilevanti alla cattedrale, rendendo necessarie importanti opere di restauro.
Nel 1902 sono state aggiunte delle vetrate e nuovi pilastri in pietra, quindi è stato eretto il campanile posto all'estremità occidentale, realizzato con le pietre della vecchia chiesa di Point Michael. La guglia è stata completata nel 1916. La cattedrale è stata ufficialmente consacrata nel 1925 dal vescovo James Morris. Dopo il 1925 sono state effettuate solo piccole aggiunte, come collegamenti elettrici e un orologio.